# Słownik spolszczający Łukaszewskiego
Słownik spolszczający Łukaszewskiego (tytuł oryginalny: Słownik podręczny wyrazów obcych i rzadkich w języku polskim używanych) – słownik o charakterze purystycznym. Hasłami są wyrazy pochodzenia obcego w języku polskim, dla których proponowane są wyrazy rodzime mające zastąpić wyrazy zapożyczone. W 1847 roku w Królewcu pojawiło się wydanie staraniem Braci Borntregerów.